# Zákon o krajském zřízení
Zákon o krajském zřízení byl přijat Národním shromáždění republiky Československé dne 21. prosince 1948 a byl vyhlášen ve Sbírce zákonů pod číslem 280/1948 Sb. Tento zákon provedl správní reformu roku 1948. Zákonem byly vytvořeny kraje a krajské národní výbory. Současně byly zrušeny země jako samosprávné celky.

## Kraje
Kraje vytvořené v českých zemích:
1. Pražský kraj,
2. Českobudějovický kraj,
3. Plzeňský kraj,
4. Karlovarský kraj,
5. Ústecký kraj,
6. Liberecký kraj,
7. Hradecký kraj,
8. Pardubický kraj,
9. Jihlavský kraj,
10. Brněnský kraj,
11. Olomoucký kraj,
12. Gottwaldovský kraj,
13. Ostravský kraj.

Kraje vytvořené na Slovensku:
1. Bratislavský kraj,
2. Nitranský kraj,
3. Banskobystrický kraj,
4. Žilinský kraj,
5. Košický kraj,
6. Prešovský kraj.

Postavení Prahy upravoval zvláštní zákon.

## Krajské národní výbory
Tento zákon zřídil krajské národní výbory, které zahájily svou činnost 1. ledna 1949. Tento zákon upravil působnost krajských národních výborů a jejich hospodaření a organizaci. 

## Zrušení zemí
Zákonem byly zrušeny země a provedl likvidaci jejich majetku. Zemské národní výbory byly rozpuštěny ministrem vnitra.

## Zrušení obchodních a živnostenských (průmyslových) komor
Obchodní a živnostenské (průmyslové) komory byly tímto zákonem zrušeny dne 31. prosince 1948.

## Derogace
Zákon o krajském zřízení byl podle všeho zrušen 17. 5. 1954 nařízením vlády č. 23/1954 Sb.